# Кишкар Павло Миколайович
Павло́ Микола́йович Кишка́р (нар. 22 вересня 1980, с. Великий Тростянець, Полтавський район, Полтавська область, Українська РСР, СРСР) — командир групи інформаційної війни добровольчого батальйону «Донбас» Національної гвардії України. Військове звання — майор. 

## Життєпис
Народився 22 вересня 1980 року в селі Великий Тростянець, Полтавського району, Полтавської області, українець.
У 1986 році пішов до першого класу Тростянецької середньої школи, Полтавського району, Полтавської області, яку закінчив у 1997 році зі срібною медаллю «За успіхи в навчанні».
З 1997 року до 2002 року — курсант Полтавського військового інституту зв'язк
у. Закінчив інститут з дипломом з відзнакою за спеціальністю «Системи та комплекси військового зв'язку», інженер телекомунікацій.
У 2003 році закінчив Полтавський обласний університет журналістики (заочно). Отримав спеціальність журналіста.
З 2002 до 2004 року — проходження військової служби на офіцерських посадах у Збройних силах України (м. Чернівці, м. Полтава).
З 2004 до 2007 року — навчання у Військовому інституті Київського національного університету імені Тараса Шевченка. Закінчив університет за спеціальністю «Правознавство», магістр права, офіцер оперативно-тактичної ланки управління.
З липня 2007 року до червня 2012 року — проходження військової служби у військових частинах Генерального штабу ЗС України (м. Київ).
Звільнений з лав Збройних сил України 15 червня 2012 року наказом ПЗ НГШ ЗС України № 309, за пунктом «а» частини шостої (у зв'язку із закінченням строку контракту).
З 2008 року — засновник та власник юридичної компанії ТОВ «ЕСЕЙЧ Україна» (законопроєктна робота, юридичний супровід великого та середнього бізнесу).
З 2013 року — робота із супроводу проєктів за кордоном.
З 30 травня 2014 — командир групи в батальйоні спеціального призначення «Донбас» при Національній гвардії України.
Учасник АТО з 2 липня 2014 року.
Сьомий номер у списку партії «Об'єднання „Самопоміч“» на парламентських виборах в Україні 2014 року. Виключений з фракції «Об'єднання „Самопоміч“» за підтримку проєкту щодо децентралізації 31 серпня 2015 року.
Вересень 2019 - червень 2020 року - науковий співробітник Лабораторії з питань співробітництва з НАТО Військовий інститут Київського національного університету імені Тараса Шевченка.
Липень 2020 - до 06.03.2022 - заступник директора ГПУ "Полтавагазвидобування".  
З 06.03.2022 до цього часу - офіцер Збройних Сил України.  

## Громадсько-політична діяльність
Член Народного Руху України, заступник голови Народного Руху України.  
Членство призупинено на час проходження військової служби.  
Голова Громадської спілки «Всеукраїнське громадське об`єднання «Перша Патріотична Профспілка» з жовтня 2015 року. 

## Галерея

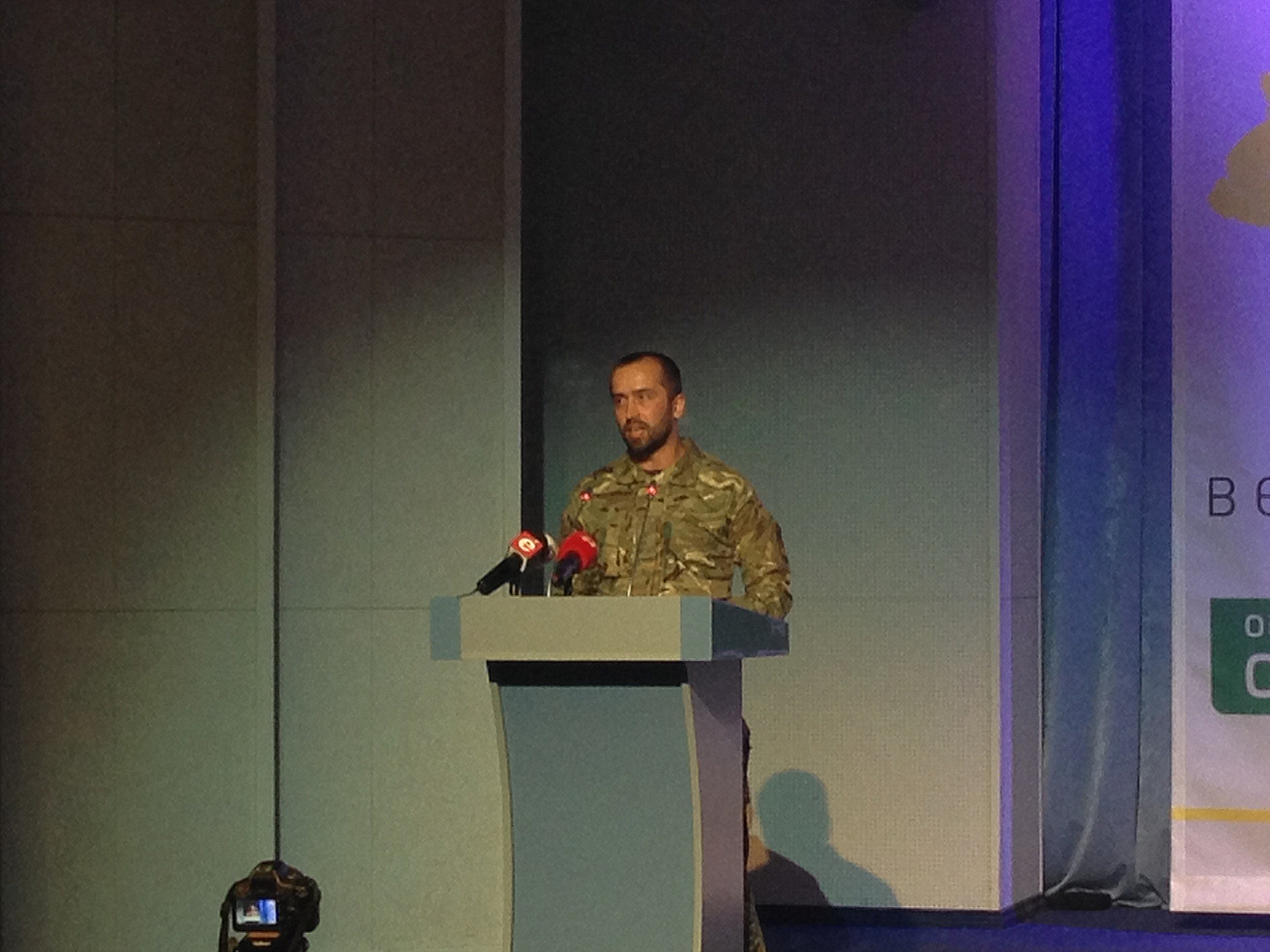
Павло Кишкар на презентації програми «Самопомочі», вересень 2014
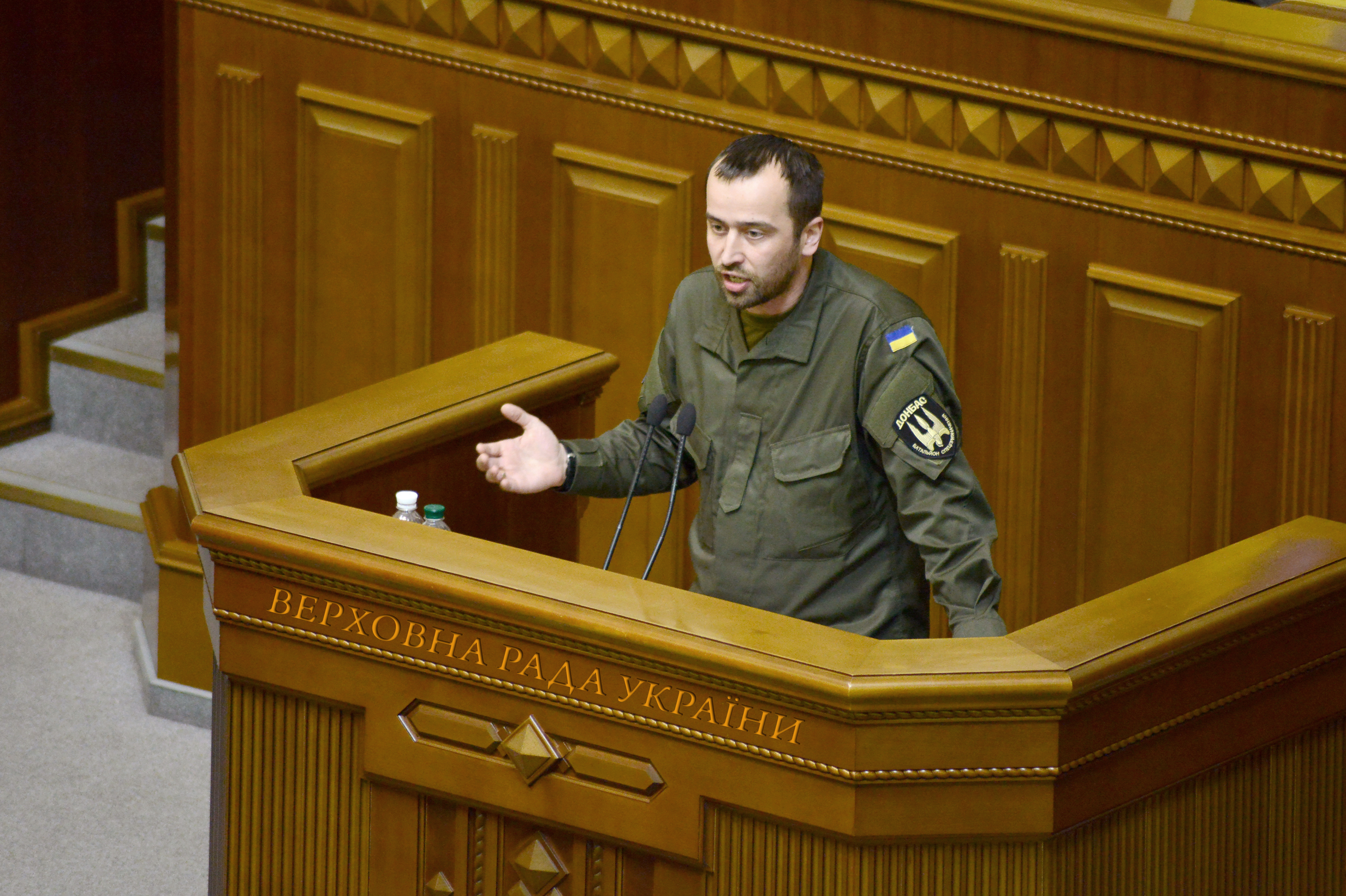
У Верховній Раді України, 2015

## Особисте життя
Одружений. Має трьох доньок та двох синів. 
Діти: Віра, Мар'яна, Іван, Роксолана, Василь-Зоря. 

## Відзнаки та нагороди
- Відзнака Президента України — ювілейна медаль «25 років незалежності України» (2016).[4]